# 梁熙扬
梁熙扬（1952年—），四川富顺人，汉族，中华人民共和国政治人物、第十一届全国人民代表大会四川地区代表。
毕业于四川省卫生干部管理学院卫生事业管理专业，是中共党员。担任四川省宜宾市人大常委会副主任。2008年起担任全国人大代表。